# LIVE AT WEMBLEY
『LIVE AT WEMBLEY』（ライブ・アット・ウェンブリー）は、BABYMETALの5作目の映像作品。

## 概要
2016年に開催されたワールドツアーにおける初日のイギリスで行われたSSEアリーナ・ウェンブリー公演の模様を収めており、2016年11月23日にDVD版とBlu-ray版の2形態で発売された。また、メンバーズサイト「THE ONE」会員限定で数量限定販売の「LIVE AT WEMBLEY - THE ONE LIMITED EDITION -」もリリースされた。この限定盤では、通常盤（Blu-ray1枚組）に加え、本公演のライブ音源（CD2枚組）・写真集・オリジナルグッズ（バンダナ）などが付属する。なお、当公演ではBABYMETALの単独公演としては最多となる17曲を披露している。

## プロモーション
西武新宿駅前のユニカビジョンにて、リリース前後の11月14日から11月23日にかけてBABYMETALの特集が展開され、当公演のライブ映像から「BABYMETAL DEATH」「あわだまフィーバー」「KARATE」「THE ONE -English ver.-」「Road of Resistance」がノーカットで上映されたほか、発売日の前日となる11月22日には全国13カ所の映画館で先行上映会が開催され、劇場では先行販売も行われた。

## チャート成績
オリコンチャートにて、発売初週の12月5日付週間ランキングでDVD版は1.4万枚を売り上げ総合1位、Blu-ray版は3.6万枚を売り上げ総合2位に初登場し、音楽DVDとBlu-rayの売上を合算した総合ミュージック映像ランキングでも1位を獲得した。DVDの過去最高位は、『LIVE AT BUDOKAN 〜RED NIGHT & BLACK NIGHT APOCALYPSE〜』及び『LIVE IN LONDON -BABYMETAL WORLD TOUR 2014-』が記録した3位で、総合1位は自身初となった。Blu-rayは前出の『LIVE AT BUDOKAN 〜RED NIGHT & BLACK NIGHT APOCALYPSE〜』の累積売上3.6万枚を上回り、Blu-rayの自己最高売上を記録した。また、2016年度のBlu-ray年間ランキングでは、総合チャートで34位、ミュージック映像チャートで18位にランクインした。

## 収録内容

### DVD/Blu-ray
- BABYMETAL WORLD TOUR 2016 kicks off at THE SSE ARENA,WEMBLEY
  1. BABYMETAL DEATH
  2. あわだまフィーバー
  3. いいね!
  4. ヤバッ!
  5. 紅月-アカツキ-
  6. GJ!
  7. Catch me if you can
  8. ド・キ・ド・キ☆モーニング
  9. META!メタ太郎
  10. 4の歌
  11. Amore -蒼星-
  12. メギツネ
  13. KARATE
  14. イジメ、ダメ、ゼッタイ
  15. ギミチョコ!!
  16. THE ONE -English ver.-
  17. Road of Resistance

### WEB会員限定盤付属CD
| #  | タイトル                      | 作詞 | 作曲・編曲 |
| -- | ----------------------------- | ---- | ---------- |
| 1. | 「BABYMETAL DEATH」           |      |            |
| 2. | 「あわだまフィーバー」        |      |            |
| 3. | 「いいね!」                   |      |            |
| 4. | 「ヤバッ!」                   |      |            |
| 5. | 「紅月-アカツキ-」            |      |            |
| 6. | 「GJ!」                       |      |            |
| 7. | 「Catch me if you can」       |      |            |
| 8. | 「ド・キ・ド・キ☆モーニング」 |      |            |
| 9. | 「META!メタ太郎」             |      |            |

| #  | タイトル                   | 作詞 | 作曲・編曲 |
| -- | -------------------------- | ---- | ---------- |
| 1. | 「4の歌」                  |      |            |
| 2. | 「Amore -蒼星-」           |      |            |
| 3. | 「メギツネ」               |      |            |
| 4. | 「KARATE」                 |      |            |
| 5. | 「イジメ、ダメ、ゼッタイ」 |      |            |
| 6. | 「ギミチョコ!!」           |      |            |
| 7. | 「THE ONE -English ver.-」 |      |            |
| 8. | 「Road of Resistance」     |      |            |

## 参加ミュージシャン
神バンド（バックバンド）
- メンバー
  - 大村孝佳 - ギター
  - 藤岡幹大 - ギター
  - BOH - ベース
  - 青山英樹 - ドラムス